# 프로이센의 국기
다음은 프로이센의 국기를 설명한 문서이다.
프로이센의 기원은 브란덴부르크 변경백령과 프로이센 공국으로 거슬러 올라간다. 브란덴부르크 변경백은 신성 로마 제국의 봉신이었다가 1415년부터 호엔촐레른 가문이 그 백작위를 차지했다. 프로이센 공국은 1525년에 구 튜턴 기사단령 영토를 호엔촐레른 가문 방계인 알브레히트 폰 프로이센이 폴란드의 봉신령으로서 세속받아 형성되었다. 1618년에 브란덴부르크 선제후 게오르크 빌헬름이 프로이센 공국을 승계하였고, 이로써 브란덴부르크와 프로이센이 하나가 되었다. 이를 브란덴부르크-프로이센이라고 한다. 1701년 1월 18일에 브란덴부르크-프로이센 선제후 프리드리히 3세가 프로이센 국왕 프리드리히 1세로 즉위하여 프로이센 왕국이 형성되었다.
제1차 세계 대전으로 독일 제국이 몰락하자 프로이센은 왕정을 폐지하고 프로이센 자유주가 되었다. 그러다 제2차 세계 대전 이후인 1947년에 해체되었다.

## 갤러리
- 왕령 프로이센의 국기
(1466년 ~ 1772년)
- 프로이센 공국의 국기
(1525년 ~ 1657년)
- 프로이센 왕국의 국기
(1701년 ~ 1750년)
- 프로이센의 국기
(1701년 ~ 1935년)
- 프로이센 왕국의 국기
(1750년 ~ 1801년)
- 프로이센 왕국의 국기
(1801년 ~ 1803년)
- 프로이센 왕국의 국기
(1803년 ~ 1892년)
- 군기
(1816년)
- 왕실기
(1871년 ~ 1918년)
- 왕세자기
(1871년 ~ 1892년)
- 프로이센 왕국의 민간기 및 상인기
(1823년 ~ 1863년)
- 프로이센 왕국의 민간기 및 상인기
(1863년 ~ 1892년)
- 프로이센 왕국의 국기
(1892년 ~ 1918년)
- 프로이센 왕국의 민간기
(1892년 ~ 1918년)
- 군기
(1895년 ~ 1918년)
- 프로이센 자유주의 기
(1918년 ~ 1933년)
- 프로이센 자유주의 기
(1933–1935)

## 같이 보기
- 독일의 기 목록